# Hyde Park, New York
Hyde Park là một thị trấn thuộc Quận Dutchess, New York.
Thị trấn giáp với sông Hudson thuộc phía bắc thành phố Poughkeepsie. Trong thị trấn là các ấp của Hyde Park gồm East Park, Staatsburg và Haviland. Hyde Park được biết đến là quê hương của Tổng thống thứ 32 của Hoa Kỳ Franklin D. Roosevelt. Ngôi nhà nơi ông từng sống ở đây được lập thành Di tích Lịch sử Quốc gia Franklin D. Roosevelt và đã được liệt kê vào Sổ bộ Địa danh Lịch sử Quốc gia Hoa Kỳ, cũng như gia phả của ông là Eleanor Roosevelt, Isaac Roosevelt và Frederick William Vanderbilt, cùng với trường trung học Franklin D. Roosevelt.